# Französische Fußballnationalmannschaft (U-19-Junioren)
Die französische U-19-Fußballnationalmannschaft ist eine Auswahlmannschaft französischer Fußballspieler. Sie untersteht dem Französischen Fußball-Bund und repräsentiert diesen auf der U-19-Ebene, in Freundschaftsspielen gegen die Auswahlmannschaften anderer nationaler Verbände, aber auch bei den Europameisterschaften des Kontinentalverbandes UEFA. Spielberechtigt sind Spieler, die ihr 19. Lebensjahr noch nicht vollendet haben und die französische Staatsangehörigkeit besitzen. Bei Turnieren ist das Alter beim ersten Qualifikationsspiel maßgeblich.

## Ergebnisse bei Europameisterschaften
- 2002: nicht qualifiziert
- 2003: Gruppenphase
- 2004: nicht qualifiziert
- 2005: Sieger
- 2006: nicht qualifiziert  (in der Eliterunde gescheitert)
- 2007: Halbfinale
- 2008: nicht qualifiziert  (in der Eliterunde gescheitert)
- 2009: Halbfinale
- 2010: Sieger
- 2011: nicht qualifiziert  (in der Eliterunde gescheitert)
- 2012: Halbfinale
- 2013: Finalist
- 2014: nicht qualifiziert (als drittbester Dritter die Eliterunde verpasst)
- 2015: Halbfinale
- 2016: Sieger
- 2017: nicht qualifiziert  (in der Eliterunde gescheitert)
- 2018: Halbfinale
- 2019: Halbfinale
- 2022: Halbfinale

| Bilanz     | Bilanz | Bilanz | Bilanz | Bilanz      | Bilanz | Bilanz    | Bilanz       |
| Runde      | Spiele | Siege  | Remis  | Niederlagen | Tore   | Gegentore | Tordifferenz |
| ---------- | ------ | ------ | ------ | ----------- | ------ | --------- | ------------ |
| 1. Runde   | 054    | 40     | 11     | 03          | 154    | 29        | 125          |
| Eliterunde | 045    | 33     | 05     | 07          | 090    | 32        | 058          |
| Endrunde   | 051    | 29     | 13 1   | 09          | 101    | 47        | 054          |
| Gesamt     | 150    | 102    | 29     | 19          | 345    | 108       | 237          |

## Trainerhistorie
(Auswahl)
- 1988–1999: Jean-François Jodar
- 2002–2004: René Girard
- 2009–2010: Francis Smerecki
- 2010–2011: Philippe Bergeroo
- 2011–2012: Pierre Mankowski
- 2012–2014: Francis Smerecki
- 2014–2015: Patrick Gonfalone
- 2015–2016: Ludovic Batelli
- 2016–2017: Jean-Claude Giuntini
- 2017–2018: Bernard Diomède
- 2018–2019: Lionel Rouxel
- 2019–2020: Jean-Luc Vannuchi
- 2020–2021: Bernard Diomède
- 2021–2022: Landry Chauvin
- seit 2022: Lionel Rouxel